# Congomochtherus lobatus
Congomochtherus lobatus là một loài ruồi trong họ Asilidae. Congomochtherus lobatus được Oldroyd miêu tả năm 1970. Loài này phân bố ở vùng nhiệt đới châu Phi.